# Opstand (Veronica Roth)
Opstand (Engels: Insurgent) is een sciencefictionroman uit 2012. Het is het tweede deel van de Divergent-trilogie van de Amerikaanse schrijfster Veronica Roth en is het vervolg op Inwijding dat ook in 2012 verscheen. Het derde en laatste boek van de trilogie heet Samensmelting.
De verfilming van het boek, geregisseerd door Robert Schwentke, verscheen in maart 2015 in de bioscoop.

## Facties
Het futuristische Chicago is geïsoleerd van de rest van de wereld. De inwoners zijn opgedeeld in vijf verschillende facties: Zelfverloochening, Oprechtheid, Onverschrokkenheid, Eruditie en Vriendschap.

## Verhaal
Tris (Beatrice Prior) en Four (Tobias Eaton) zijn op de vlucht voor Jeanine, die de macht over de stad wil hebben en alle rebellen en afwijkenden wil uitmoorden. Ze proberen bondgenoten te vinden en de andere Onverschrokkenen terug te vinden om Jeanine te verslaan. Tris is bereid om haar leven daarvoor te wagen, omdat ze Jeanine wil laten boeten voor haar daden. Tobias wil niet dat ze dat doet en Tris zet daarmee hun relatie op het spel. Ook hoort ze van een belangrijk bestand op Jeanines computer dat informatie bevat over de wereld buiten het hek rondom Chicago en wil ze er alles aan doen om dat bestand in bezit te krijgen.